# Bill Gorman
Bill Gorman (Sligo, 13 luglio 1911 – 13 dicembre 1978) è stato un calciatore irlandese, di ruolo difensore.

## Carriera

### Club
Ha speso gran parte della propria carriera tra le file del Brentford.

### Nazionale
Ha giocato sia con la Nazionale irlandese IFA (poi divenuta Irlanda del Nord), sia con quella della Repubblica d'Irlanda (FAI).